# Dendrobium shompenii
Dendrobium shompenii är en orkidéart som beskrevs av B.K.Sinha och P.S.N.Rao. Dendrobium shompenii ingår i släktet Dendrobium, och familjen orkidéer.
Artens utbredningsområde är Nicobarerna. Inga underarter finns listade i Catalogue of Life.